# Centrální bagdádská věznice
Centrální bagdádská věznice, dříve známá jako vězení Abú Ghrajb ve stejnojmenném městě, jež se nachází 32 km západně od Bagdádu. Sloužila k věznění a popravování politických vězňů již za diktátora Saddáma Husajna. Světově známým se toto vězení stalo, když média informovala o mučení a ponižování iráckých vězňů, z nichž někteří používali statusu válečného zajatce, příslušníky armády USA.
Věznice byla vybudována v 60. letech 20. století s britskou pomocí na území 280 akrů se 24 strážními věžemi. Oblast o rozloze malého města byla rozdělena do 5 samostatných částí oddělených zdí pro různé kategorie vězňů. Každý vězeňský blok obsahoval jídelnu, islámskou modlitebnu, vycházkový prostor a základní hygienické příslušenství. Cely byly často zaplněny 40 lidmi v místnostech o rozměrech 4 × 4 metry.

## Manadel al-Džamadi
Manadel al-Džamadi byl irácký vězeň v Centrální bagdádské věznici, jenž byl v roce 2003 umučen při výslechu. Dozorci ho bili a pověsili z okna za ruce v poloze zvané „estrapáda“. Byl podezřelý, že 27. října 2003 provedl bombový útok na kanceláře Červeného kříže v Bagdádu, což se ovšem nepodařilo dokázat. Ve vězení byl držen jako tajný vězeň, o jeho smrti by se pravděpodobně nikdo nedozvěděl, ale někteří dozorci (Sabrina Harman, Charles Graner) porušili disciplínu a fotografovali se s jeho mrtvolou. Fotografie se potom dostaly do médií.